# Amphiophiura paucisquama
Amphiophiura paucisquama is een slangster uit de familie Ophiuridae.
De wetenschappelijke naam van de soort werd in 1940 gepubliceerd door Fred C. Ziesenhenne.